# Anacroneuria co-1
Anacroneuria co-1 är en bäcksländeart som beskrevs av Stark, Zúñiga, Rojas och Martha Lucia Baena 1999. Anacroneuria co-1 ingår i släktet Anacroneuria och familjen jättebäcksländor. Inga underarter finns listade i Catalogue of Life.